# 8e cérémonie des Houston Film Critics Society Awards
La 8e cérémonie des Houston Film Critics Society Awards (HFCS Awards), décernés par la Houston Film Critics Society a récompensé les films réalisés en 2014.

## Palmarès

### Meilleur film
- Boyhood

### Meilleur réalisateur
- Richard Linklater pour Boyhood

### Meilleur acteur
- Jake Gyllenhaal pour Nightcrawler

### Meilleure actrice
- Julianne Moore pour Still Alice

### Meilleur acteur dans un second rôle
- J.K. Simmons pour Whiplash

### Meilleure actrice dans un second rôle
- Patricia Arquette pour Boyhood

### Meilleur scénario
- Richard Linklater pour Boyhood

### Meilleure photographie
- Birdman – Emmanuel Lubezki

### Meilleure chanson originale
- Everything is Awesome – La Grande Aventure Lego

### Meilleure musique de film
- The Grand Budapest Hotel – Alexandre Desplat

### Meilleur film en langue étrangère
- Snow Therapy

### Meilleur film d'animation
- La Grande Aventure Lego

### Meilleur film documentaire
- Citizenfour